# Från andra sidan (film)
Från andra sidan (spanska: Frágiles) är en spansk-brittisk skräckfilm från 2005 med Calista Flockhart i huvudrollen som Amy Nicholls.

## Handling
Amy tar jobb som nattsköterska på Mercy falls barnsjukhus i England på Isle of Wight där hon tar hand om lungskadade barn som råkar ut för rysliga benbrott. De skyller på The Mechanical Girl som sägs befinna sig på sjukhusets övre stängda avdelning som har varit stängd sen 1959. Men ingen på sjukhuset tror dem. Nu är det upp till Amy att lösa detta mysterium.

## Rollista
| Calista Flockhart       | – Amy Nicholls  |
| Richard Roxburgh        | – Robert Marcus |
| Elena Anaya             | – Helen Perez   |
| Gemma Jones             | – Mrs. Folder   |
| Yasmin Murphy           | – Maggie        |
| Colin McFarlane         | – Roy           |
| Michael Pennington      | – Marcus        |
| Daniel Ortiz            | – Matt          |
| Susie Trayling          | – Susan         |
| Lloyd F. Booth Shankley | – Simon         |
| Michael Gatward         | – David         |
| Scarlet Carey           | – Emma          |
| Cameron Antrobus        | – Jimmy         |
| Olivia Bjork            | – Linda         |
| Fergus Riordan          | – Richard       |